# Laralei Gandaoli
Laralei Naikke Borja Gandaoli (ur. 2005) – guamska zapaśniczka. Zajęła dwudzieste miejsce na mistrzostwach świata w 2023. Wicemistrzyni Oceanii w 2023 i trzecia w 2024 roku.